# Għar Dalam
Għar Dalam is een 144 meter diepe grot in de buurt van de Maltese plaats Birżebbuġa. Alleen de eerste vijftig meter is toegankelijk voor toeristen.
In de grot zijn de geraamten van verschillende reeds uitgestorven diersoorten ontdekt. Ook werd de grot zo'n 7000 jaar geleden al bewoond.
Għar Dalam betekent in het Maltees Grot van de duisternis. De periode waarin de eerste mensen op Malta leefden (tot 4500 v.Chr.) wordt ook wel de Għar Dalam-fase genoemd.